# ナタリア・ラモス
ナタリア・ラモス（Nathalia Ramos、1992年7月3日 - ）は、スペインの首都マドリード出身の歌手、女優。

## 来歴
スペインの首都マドリードにて生まれた。父親はスペイン人の歌手、母親はオーストラリア系ユダヤ人。弟にマイケルがいる。
2歳でオーストラリアのメルボルンにわたり、4歳でアメリカ合衆国フロリダ半島のフロリダ州マイアミに移住した。彼女は、地元マイアミの小中高の学校に通った。
2005年、テレビシリーズ『Arrested Development』にホープ・ロブロウ役で女優デビューを果たした。2007年に公開されたティーンコメディ映画『Bratz: The Movie』にヤスミン役で主演。
2011年から、ニコロデオンのテレビシリーズ『House of Anubis』においてニーナ・マーティン役で主演している。
2008年に行われた第28回ゴールデンラズベリー賞において、映画『Bratz: The Movie』のヤスミン役でゴールデンラズベリー賞 最低主演女優賞にノミネートされた。

## 主な出演作品
| 公開年 | 邦題 原題            | 役名               | 備考           |
| ------ | -------------------- | ------------------ | -------------- |
| 2005   | Arrested Development | ホープ・ロブロウ   | テレビシリーズ |
| 2007   | Bratz: The Movie     | ヤスミン           |                |
| 2008   | True Jackson, VP     |                    |                |
| 2009   | 31 North 62 East     |                    |                |
| 2011   | Family BrainSurge    |                    |                |
| 2011   | House of Anubis      | ニーナ・マーティン | テレビシリーズ |

## ノミネート
| 賞                           | 年   | 部門                                  | 作品                 | 結果       |
| ---------------------------- | ---- | ------------------------------------- | -------------------- | ---------- |
| 第28回ゴールデンラズベリー賞 | 2008 | ゴールデンラズベリー賞 最低主演女優賞 | 『Bratz: The Movie』 | ノミネート |